# Бахрейн на літніх Олімпійських іграх 1984
Бахрейн на Літніх Олімпійських іграх 1984 року в Лос-Анджелесі (США) був представлений командою з 10 спортсменів (одні чоловіки) у чотирьох видах спорту.

## Досягнення спортсменів

### Легка атлетика
Спортсменів — 1
Чоловіки
| Спортсмен    | Вид               | Попередній раунд | Попередній раунд | Чвертьфінал | Чвертьфінал | Півфінал         | Півфінал         | Фінал            | Фінал            |
| Спортсмен    | Вид               | Результат        | Місце            | Результат   | Місце       | Результат        | Місце            | Результат        | Місце            |
| ------------ | ----------------- | ---------------- | ---------------- | ----------- | ----------- | ---------------- | ---------------- | ---------------- | ---------------- |
| Ахмед Хамада | 400 м з бар'єрами | 50.62            | 22               |             |             | Вибув зі змагань | Вибув зі змагань | Вибув зі змагань | Вибув зі змагань |

### Плавання
Спортсменів — 2
Чоловіки
| Хамад Бадер | 100 м, вільний стиль | 58,16   | 61 | Вибув зі змагань | Вибув зі змагань | Вибув зі змагань | Вибув зі змагань |
| Эса Фадель  | 100 м, батерфляй     | 1.13,27 | 53 | Вибув зі змагань | Вибув зі змагань | Вибув зі змагань | Вибув зі змагань |

### Сучасне п'ятиборство
Спортсменів — 3
Чоловіки
| Спортсмен           | Конкур    | Конкур | Фехтування | Фехтування | Плавання  | Плавання | Стрільба  | Стрільба | Біг       | Біг   | Очок | Місце |
| Спортсмен           | Результат | Місце  | Результат  | Місце      | Результат | Місце    | Результат | Місце    | Результат | Місце | Очок | Місце |
| ------------------- | --------- | ------ | ---------- | ---------- | --------- | -------- | --------- | -------- | --------- | ----- | ---- | ----- |
| Салех Султан Фараж  | 1070      | 8      | 890        | 9          | 1160      | 28       | 978       | 10       | 814       | 50    | 4912 | 25    |
| Абдулрахман Хассім  | 916       | 40     | 494        | 50         | 1132      | 35       | 1022      | 7        | 926       | 47    | 4490 | 40    |
| Набіл Салех Мубарак | 1018      | 26     | 692        | 39         | 932       | 50       | 846       | 38       | 976       | 40    | 4464 | 41    |

Командна першість
| Спортсмен                                                 | Конкур    | Конкур | Фехтування | Фехтування | Плавання  | Плавання | Стрільба  | Стрільба | Біг       | Біг   | Очок | Всього | Місце |
| Спортсмен                                                 | Результат | Місце  | Результат  | Місце      | Результат | Місце    | Результат | Місце    | Результат | Місце | Очок | Всього | Місце |
| --------------------------------------------------------- | --------- | ------ | ---------- | ---------- | --------- | -------- | --------- | -------- | --------- | ----- | ---- | ------ | ----- |
| Салех Султан Фараж Абдулрахман Хассім Набіл Салех Мубарак | 1070      | 8      | 890        | 14         | 1160      | 13       | 978       | 5        | 814       | 17    | 4912 | 13 908 | 13    |
| Салех Султан Фараж Абдулрахман Хассім Набіл Салех Мубарак | 916       | 8      | 494        | 14         | 1132      | 13       | 1022      | 5        | 926       | 17    | 4490 | 13 908 | 13    |
| Салех Султан Фараж Абдулрахман Хассім Набіл Салех Мубарак | 1018      | 8      | 692        | 14         | 932       | 13       | 846       | 5        | 976       | 17    | 4464 | 13 908 | 13    |

### Стрільба
Спортсменів — 3
Чоловіки
| Спортсмен            | Вид                                  | Змагання | Змагання | Змагання | Змагання | Всього | Всього |
| Спортсмен            | Вид                                  | Очок     | Місце    | Очок     | Місце    | Очок   | Місце  |
| -------------------- | ------------------------------------ | -------- | -------- | -------- | -------- | ------ | ------ |
| Мохамед Абдул Рахман | Швидкострільний пістолет, 25 м       | 272      | 50       | 263      | 54       | 535    | 51     |
| Алі Аль-Халіфа       | Швидкострільний пістолет, 25 м       | 252      | 54       | 254      | 55       | 506    | 55     |
| Алі Аль-Халіфа       | Пневматична гвинтівка, 50 м (лежачи) |          |          |          |          | 544    | 71     |
| Абдулла Алі          | Пневматична гвинтівка, 50 м (лежачи) |          |          |          |          | 561    | 70     |
| Салман Аль-Халіфа    | Трап                                 |          |          |          |          | 76     | 70     |